# 프랑수아 라블레
프랑수아 라블레(프랑스어: François Rabelais)는 구 투렌 지방 시농 근처의 쇠이 드비니에르에서 태어난 르네상스 시대 프랑스의 인문주의 작가이다. 라블레는 본인 이름의 철자를 바꾸어 만든 필명인 알코프티바스 나시에(Alcoftibas Nasier)와 세라팽 칼로바르시(Séraphin Calobarsy)라는 이름으로도 알려져 있다.
반교권주의자이자 성직자, 기독교인이자 어떤 이들에게는 자유 사상가로 평가받기도 하면서 동시에 의사이자 쾌활한 인간이라는 이미지 역시 가지고 있던 라블레라는 인물의 여러 측면은 가끔씩 모순되어 보이기도 한다.

## 생애
법률가이자 투렌의 부유한 지주인 앙투안 라블레의 아들로, 서프랑스의 시농 근교에서 출생. 1510년경에 프란체스코파·베네딕트파의 수도원에 들어가 고전학을 공부하였다. 그 후 푸아티에에서 1527년에 법학학위를, 몽펠리에에서 1530년에 의학학위를 취득하고 히포크라테스의 의서를 연구해 이름이 알려졌고, 1532년 리옹 시립 병원 의사가 되었다. 또한 그리스어 고전을 깊게 공부한 희랍주의자(hélleniste)이기도 했다. 신학, 법학, 의학, 고전학 등 다방면적인 학술적 배경과 유럽 곳곳을 여행한 경험은 라블레의 소설의 토대가 된다.
1532년 이후에, 작자 미상의 소설 《가르강튀아 대연대기》에서 아이디어를 얻어 쓰게 된 《팡타그뤼엘》이 인기를 끌자, 가르강튀아 대연대기와는 다른 《가르강튀아》를 펴내기에 이른다. 처음에는 알코프리바 나지에(Alcofribas Nasier)라는 필명으로 발표하였다. 1534년, 책이 금서가 되고 박해를 피해 여기저기 떠돌아다니다 1550년 프랑스로 복귀하게 되나 1553년 소식이 끊겼다. 이때 사망한 것이 최근 와서 확인되었다.

### 반계몽주의의 대두
1545년 9월 19일 라블레는 1546년 크리스티앵 베첼이 편집하고 자신의 본명을 명시한 제 3서의 출판을 왕에게 윤허받는다. 소르본의 신학자들은 이 작품을 이단이라고 규탄했는데 이 비난은 제 4서의 헌정사에서 언급된다. 1546년 12월 31일 이 소설은 앞선 두 작품들이 적힌 대학 금서목록에 합류했다.

## 작품

### 소설

#### ≪팡타그뤼엘≫
1532년에 출판된 ≪팡타그뤼엘≫은 탄생, 교육, 모험과 전쟁에서의 무훈으로 진행되는 기사 소설의 구조를 계승하여 제목과 제목과 같은 이름의 주인공의 삶을 익살스럽게 묘사한다. 가르강튀아와 바드베크의 아들인 이 거인은 가뭄의 시기에 세상에 나오게 되는데, 팡타그뤼엘이라는 이름은 가뭄날 그가 태어났다는 의미로 붙여졌다.
대표작품은 가르강튀아와 팡타그뤼엘이 있는데, 거인 가르강튀아와 그 아들 팡타그뤼엘이 벌이는 모험으로, 매우 외설스럽고 과장되며 거침없는 묘사가 특징이며, 중세사회의 가치관과 종교관을 신랄하게 비판하고 있다. 가명으로 출간했으며, 가톨릭 교회를 비판하는 내용 때문에 당국에서 금서로 지정받았다.
후기 작품 중 제3서(Tiers Livre)는 라블레의 가장 심오한 작품으로 평가받는다.
- 팡타그뤼엘 (1532) (필명 - 알코프리바 나지에)
- 가르강튀아 (1534) (필명 - 알코프리바 나지에)
- 제3서(Tiers Livre) (1546)
- 제4서(Quart Livre) (1552)
- 제5서(Cinquième Livre) (1564) (사후출간)

팡타그뤼엘이 먼저 쓰였으나, 거인 가르강튀아의 아들이라는 설정으로 보통 《가르강튀아/팡타그뤼엘》의 순서를 가진다.
출판자는 인문주의 시대를 대표하는 출판업자 에티엔 돌레(Étienne Dolet)였다.

## 작품관
종교개혁 시기, 한참 신-구교의 갈등이 비화될 무렵 가톨릭 교회를 풍자했기에 교단은 라블레를 비난하고 그의 작품을 금서목록에 올렸기에, 그의 작품은 가톨릭 국가인 프랑스에서 출간되지 못하고 타 국가에서 읽혔고, 때문에 신교적인 사상관을 담고 있는 것으로 해석되기도 하였으나, 사실 라블레 역시 가톨릭 신자였다.
중세문화를 전면적으로 풍자하였으며, 문학사적 시점에서는 궁정형식(modèle courtois)에서 인문형식(modèle humaniste)으로의 변화를 이끌었다.
과학을 옹호하고, 인간의 자유 해방과 이상적 인간 사회의 건설을 목표로 하여 활발한 르네상스의 사상과 감정을 부르짖은 르네상스의 선구자였다.
자신 역시 수도사였고 수도원 문화의 폐쇄성을 비판하였는데, 가르강튀아의 종반부에 '네 멋대로 해라'라는 교훈하의 이상적인 교육기관을 묘사하기도 하며, 이는 자유주의 교육의 선구적인 개념으로 평가받기도 한다.
모든 전쟁을 비난하였으며 이는 가르강튀아에서 가르강튀아의 부왕 그랑구지에가 전쟁을 극도로 꺼려하는 것에서 엿볼 수 있는데, 결국 그랑구지에가 전쟁을 벌인 것에도 알 수 있듯 방어적인 전쟁은 찬성했던 것으로 보인다.
과장되고 익살맞은 문체를 썼으며, 웃음을 좋은 것, 세계의 문제를 해결하는 일종의 무기로 생각했다. 라블레의 글은 어휘가 풍부하며 또한 언어유희를 자주 사용했으며 박식·풍자를 포함한 힘찬 표현이 특징이다.